# Pioppa
Pioppa is een plaats (frazione) in de Italiaanse gemeente Cesena.